# Gotthard Friedrich Stenders
Gotthard Friedrich Stenders (1714 - 1796) fue un autor, pastor y lingüista letón.
Stenders era pastor protestante y en sus baladas alaba las virtudes tradicionales de diligencia, humildad y moderación. Stenders está representado con varios himnos en el libro de salmos letón.
En 1789 editó un diccionario letón - alemán. También compiló la primera enciclopedia letona.